# Cristiano Citton

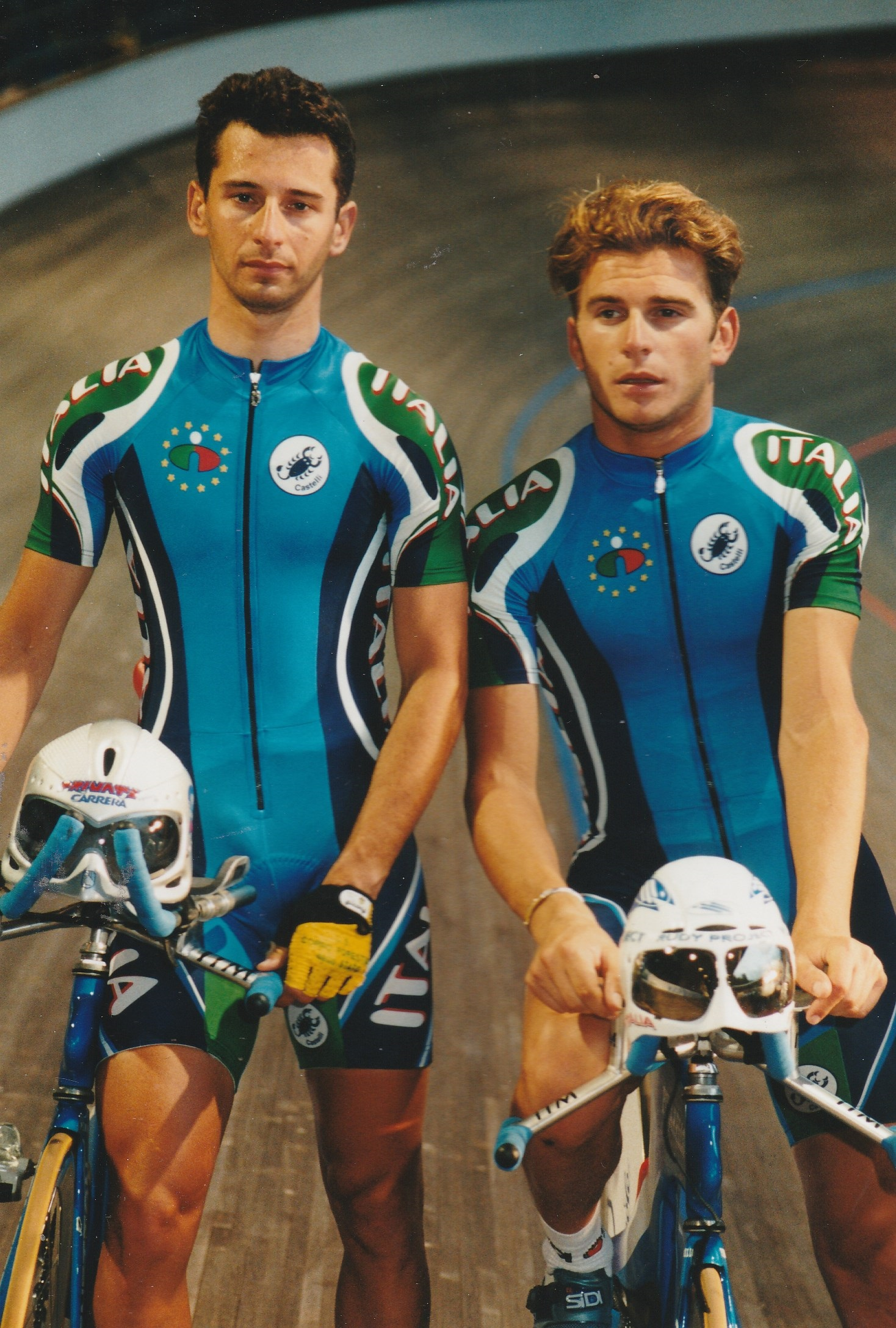
Cristiano Citton (r.) mit Mario Benetton

Cristiano Citton (* 25. Oktober 1974 in Romano d’Ezzelino) ist ein ehemaliger italienischer Radrennfahrer.
Cristiano Citton gehörte in den 1990er Jahren zu dem äußerst erfolgreichen italienischen Bahn-Vierer. Zweimal – 1996 und 1997 – wurde er mit diesem Vierer Weltmeister in der Mannschaftsverfolgung, 1996 in der Zusammensetzung Adler Capelli, Andrea Collinelli, und Mauro Trentini; dieser Vierer belegte Rang vier bei den Olympischen Spielen im selben Jahr in Atlanta. Bei den UCI-Bahn-Weltmeisterschaften 1998 belegte der italienische Vierer mit denselben Fahrern Rang drei. 1997 gewann Citton gemeinsam mit Collinelli das Sechstagerennen von Bassano del Grappa.
Citton fuhr auch Rennen auf der Straße und gewann 1996 die Olympia’s Tour, und 1997 belegte er bei diesem Rennen Platz drei in der Gesamtwertung.